# بلانکفور، ژیروند
بلانکفورت (تلفظ فرانسوی: [blɑ̃kfɔʁ] ؛ گاسکن: Blancahòrt) یک کمون در بخش ژیروند در نوول آکیتین در جنوب غربی فرانسه است. بلانکفور یک کمون دورافتاده در منطقه شهری بوردو است.
این کمون شامل بلانکفورت و کایچاک تاریخی است که از مرکز بوردو دورتر است و قبلاً به خودی خود یک کمون بود. بلانکفور تاریخی شامل ویرانه های یک قلعه کوچک قرون وسطایی و یک پارک قرن نوزدهمی ، Parc de Majolan ، با یک غار پیچ و خم مانند و خرابه های مصنوعی کوچک است که در آن زمان رواج داشت.
بلانکفور با خدمات اتوبوس بوردو ، از جمله خدمات بیشتر شب ، به بقیه منطقه متصل است. همچنین دارای ایستگاه قطار با خدمات منظم به مرکز بوردو است. پیش بینی می شود سیستم تراموا بوردو در سال 2013 با بلانکفورت متصل شود.
بلانکفور ، که در یک منطقه معروف تولید شراب واقع شده است ، دارای یک موسسه آموزشی قابل توجه برای کشت انگور است.

## خصوصیات
بلانکفور ۳۳٫۷۲ کیلومترمربع مساحت و ۱۴٬۸۱۴ نفر جمعیت دارد و ۱۷ متر بالاتر از سطح دریا واقع شده‌است.